# 科达拉姆普尔
科达拉姆普尔（Khodarampur），是印度西孟加拉邦Murshidabad县的一个城镇。总人口5109（2001年）。

## 人口
该地2001年总人口5109人，其中男性2506人，女性2603人；0—6岁人口1076人，其中男540人，女536人；识字率44.43%，其中男性为51.24%，女性为37.88%。